# علم الأعصاب التحويلي
علم الأعصاب التحويلي (بالإنجليزية: Translational neuroscience)‏ هو مجال الدراسة الذي يستخدم بحوث علوم الأعصاب الأساسية من أجل الترجمة أو التطوير من التطبيقات السريرية والعلاجات المبتكرة لاضطرابات الجهاز العصبي. يشمل المجال فروعًا مثل التحفيز العميق للدماغ، وواجهات الدماغ والحاسوب، والتأهيل العصبي وتطوير الأجهزة الخاصة بالجهاز العصبي الحسي مثل استخدام الزرعات السمعية، وزرعات شبكية العين، والجلد الإلكتروني.

## التصنيفات
يُصنف البحث العلمي لعلم الأعصاب التحويلي إلى عدة مراحل من البحث، والتي صُنفت باستخدام نظام الخمس مستويات «تي0-تي4»، ابتداءً من أبحاث العلوم الأساسية وانتهاءً بتطبيقات الصحة العامة من الاكتشافات العلمية الأساسية. وبينما كان يعتبر على أنه تقدم خطي من العلوم الأساسية حتى تطبيقات الصحة العامة، والأبحاث التحويلية، وعلم الأعصاب التحويلي على وجه الخصوص، بات يعتبر الآن حلقيًا، إذ تشير احتياجات الصحية العامة لأبحاث العلوم الأساسية، التي تعمل بعد ذلك على اكتشاف آليات قضايا الصحة العامة والإجراءات السريرية والصحة العامة.
مستويات البحث الخاصة بعلم الأعصاب التحويلي هي كالتالي:
- ##نقطة تي 0: أبحاث العلوم الأساسية.
- ##نقطة تي 1: الأبحاث ما قبل السريرية.
- ##نقطة تي 2: الأبحاث السريرية أو أبحاث العلوم العصبية السريرية.
- ##نقطة تي 3: الإجراءات السريرية.
- ##نقطة تي 4: الصحة العامة.

## الطرق

### الفيزيولوجيا الكهربائية
تستخدم الفيزيولوجيا الكهربائية في علم الأعصاب التحويلي كوسيلة لدراسة الخصائص الكهربائية للعصبونات في النماذج الحيوانية بالإضافة لاستقصاء خصائص الخلل الوظيفي العصبي البشري. التقنيات المستخدمة في النماذج الحيوانية، مثل تسجيلات الالتقاط الرقعي، استخدمت في استقصاء كيفية استجابة الخلايا العصبية للعوامل الدوائية. تخطيط أمواج الدماغ «إي إي جي» وتخطيط الدماغ المغناطيسي «إم إي جي»، كلاهما يستخدمان في قياس النشاط الكهربائي في الدماغ البشري، ويمكن استخدامها في التطبيقات السريرية من أجل تحديد موقع ومصدر الخلل الوظيفي العصبي في حالات مثل الصرع، ويمكن أيضًا استخدامهما في التطبيقات البحثية لاستقصاء الاختلافات في النشاط الكهربائي للدماغ بين الأفراد السليمين والمصابين باعتلال عصبي.

### التصوير العصبي
يضم التصوير العصبي عدة أنواع من التقنيات المستخدمة في مراقبة النشاط أو البنى، أو ما في داخل، الجهاز العصبي. استخدم التصوير المقطعي بالإصدار البوزيتروني «بّي إي تي» في النماذج الحيوانية، مثل فصيلة الأوليات غير البشرية، والقوارض، من أجل تحديد واستهداف الآليات الجزيئية الخاصة بمرض عصبي، ومن أجل دراسة التأثير العصبي لإدمان العقارات الدوائية. وبشكل مشابه، استخدم التصوير بالرنين المغناطيسي الوظيفي «إف إم آر آي» من أجل استقصاء الآليات العصبية لإدمان العقارات الداوئية، والآليات العصبية لاضطرابات المزاج والقلق الناجمة عند المسنين، والآليات العصبية لاضطرابات مثل الفصام.

### العلاج الجيني
العلاج الجيني هو استخدام الحمض النووي كعلاج لاضطراب ما. في علم الأعصاب التحويلي، يستخدم العلاج الجيني الحمض النووي كعلاج للاضطراب العصبي. أثبت العلاج الجيني فعاليته في علاج عدة أنواع من الاضطرابات، بما في ذلك الاضطرابات العصبية التنكسية مثل مرض باركنسون «بّي دي»، و مرض الزهايمر «إيه دي»، عند نماذج القوارض والأوليات غير البشرية، والبشر، من خلال تطبيق عوامل التغذية العصبية، مثل عامل النمو العصبي «إن جي إف»، وعامل التغذية العصبية المستمد من الدماغ «بي دي إن إف»، وعامل التغذية العصبية المستمد من الخلايا الدبقية «جي دي إن إف»، ومن خلال تطبيق الأنزيمات مثل حمض الغلوتاميك ديكاربوكسيل «جي إيه دي»، والتي تستخدم عادة الفيروس المرتبط بالفيروس الغدي «إيه إيه في» كناقل.

### الخلايا الجذعية
تستخدم الخلايا الجذعية، وخاصًة الخلايا الجذعية المحفزة متعددة القدرات «آي بّي إس سي إس»، في أبحاث علم الأعصاب التحويلي ليس فقط من أجل علاج اضطرابات الجهاز العصبي، وإنما أيضًا كمصدر من أجل نماذج الخلل الوظيفي العصبي. على سبيل المثال، وفقًا لمحدودية قدرات الجهاز العصبي المركزي على التجدد، تستخدم الخلايا الجذعية الجنينية البشرية «إتش إي إس سي إس»، وهو نوع من الخلايا الجذعية متعددة القدرات، كبدائل للعصبونات المتأذية، وهي مقاربة مبتكرة تتضمن زرع الخلايا الجذعية الجنينية جراحيًا.

## التطبيقات

### اضطراب النمو العصبي
تمثل اضطرابات النمو العصبي الاضطرابات التي تحدث بسبب تعطيل تطور الجهاز العصبي، ويشمل اضطرابات مثل عجز التعلم، واضطرابات طيف التوحد «إيه إس دي»، والصرع، وحتمًا الاضطرابات العصبية العضلية. تشمل أبحاث علم الأعصاب التحويلي جهود الكشف عن الآليات الجزيئية لهذه الاضطرابات والعمل على علاجات خاصة بالمرضى. بالإضافة إلى ذلك، ركزت أبحاث علم الأعصاب التحويلي على توضيح سبب اضطرابات النمو العصبي، سواءً كانت وراثية، بيئية، أو كلاهما معًا، وكذلك خطط الوقاية، إن كانت ممكنة.

### اضطرابات التحلل العصبي
اضطرابات التحلل العصبي هي نتيجة لفقدان وظيفية العصبون مع مرور الوقت ما يؤدي إلى موت الخلية. تشمل أمثلة اضطرابات التحلل العصبي كلًا من مرض الزهايمر، ومرض باركنسون، وداء هنتنغتون. محور تركيز أبحاث علم الأعصاب التحويلي هو استقصاء الآليات الجزيئية لهذه الاضطرابات، واستقصاء آليات إيتاء العقارات لعلاج هذه الاضطرابات، بما في ذلك استقصاء تأثير الحاجز الدماغي الدموي في إيتاء العقار، ودور الجهاز المناعي في الجسم في اضطرابات التحلل العصبي.